# Nikolaj Memola
Nikolaj Memola (Monza, 18 de noviembre de 2003) es un deportista italiano que compite en patinaje artístico, en la modalidad individual. Ganó una medalla de plata en el Campeonato Europeo de Patinaje Artístico sobre Hielo de 2025.

## Palmarés internacional
| Campeonato Europeo | Campeonato Europeo | Campeonato Europeo | Campeonato Europeo |
| Año                | Lugar              | Medalla            | Categoría          |
| ------------------ | ------------------ | ------------------ | ------------------ |
| 2025               | Tallin (Estonia)   | Medalla de plata   | Individual         |